# Zespół rycerza i rozpustnika
Zespół rycerza i rozpustnika – Polega na ambiwalentnej postawie kobiety wobec mężczyzn. W mentalności kobiety współistnieją dwa przeciwstawne modele męskości. „Rycerz” to mężczyzna dający poczucie bezpieczeństwa, budzący zaufanie, honorowy, romantyczny, czysty. „Rozpustnik” to mężczyzna zmysłowy, rozpustny, żywiołowy, orgiastyczny w seksie, kuszący i wyrafinowany w sztuce kochania. Pierwszy jest ideałem męża, drugi – kochanka. 
Ta sprzeczność obrazu męskości i dysocjacja postaw wobec mężczyzn wynikają z rozbieżności cech przypisywanych roli męża i ojca oraz roli partnera seksualnego. W wyniku tego zaburzenia kobieta może mieć satysfakcjonujące kontakty seksualne tylko z mężczyzną-rozpustnikiem. Przy nim może się zrelaksować i czuć swobodnie, bez wyrzutów sumienia czerpiąc satysfakcję seksualną, podczas gdy przy mężczyźnie rycerzu odczuwa zahamowania.
Odpowiednikiem tego zespołu u mężczyzn jest zespół Madonny i ladacznicy.

## Literatura
- Zbigniew Lew-Starowicz, Encyklopedia erotyki, Warszawa 2004, ISBN 83-72-00882-5

Przeczytaj ostrzeżenie dotyczące informacji medycznych i pokrewnych zamieszczonych w Wikipedii.